# Quốc ca Khu tự trị Yamalo-Nenets
Quốc ca Khu tự trị Yamalo-Nenets (tiếng Nga: Гимн Ямало-Ненецкого автономного округа, Gimn Yamalo-Nenetskogo avtonomnogo okruga) là một trong những biểu tượng của Khu tự trị Yamalo-Nenets, một chủ thể liên bang của Nga, cùng với cờ và huy hiệu. Lời tiếng Nga của bài quốc ca được sáng tác bởi Lyudmila Khodunova và phần nhạc được sáng tác bởi Yuri Yunkerov, đều vào năm 2010. Nó được chấp nhận chính thức vào ngày 17 tháng 11 năm 2010.

## Lời
| Tiếng Nga | Latinh hóa |
| --- | --- |
| Среди седых широт полярных, Где вьюги правят вечный бал, Героем былей легендарных Встаёт заснеженный Ямал! Припев Суровый край! Оплот Державы! Ты с каждым годом всё сильней. Ямал — сокровище и слава И гордость Родины моей! Девиз твой — всё для человека! И, к новым подвигам готов, Решаешь ты задачи века, Храня традиции отцов! Припев Земля открытий и дерзаний! Бескрайней тундры властный зов, Где спорят с северным сияньем Огни ямальских городов! Припев | Sredi sedykh shirot polyarnykh, Gde v'yugi pravyat vechnyy bal, Geroyem byley legendarnykh Vstayot zasnezhennyy Yamal! Pripev Surovyy kray! Oplot Derzhavy! Ty s kazhdym godom vsyo sil'ney. Yamal — sokrovishche i slava I gordost' Rodiny moyey! Deviz tvoy — vsyo dlya cheloveka! I, k novym podvigam gotov, Reshayesh' ty zadachi veka, Khranya traditsii ottsov! Pripev Zemlya otkrytiy i derzaniy! Beskrayney tundry vlastnyy zov, Gde sporyat s severnym siyan'yem Ogni yamal'skikh gorodov! Pripev |